# Bogislaw X van Pommeren
Bogislaw X de Grote (Rügenwalde, 3 juni 1454 - Stettin, 5 oktober 1523) was een Pommerse hertog uit de Greifendynastie. Hij wordt gezien als een van de belangrijkste hertogen van Pommeren. 
In 1474 volgde Bogislaw zijn vader, Erik II, op als hertog van Pommeren-Wolgast, Stolp en Stettin. Na de dood van zijn oom Wartislaw X van Barth in 1478 verenigde hij heel Pommeren onder zijn heerschappij. Bogislaws regering werd bepaald door de strijd met Brandenburg over de status van Pommeren. Daarnaast moderniseerde de hertog het bestuur van het hertogdom. Bogislaw X overleed in 1521, waarna zijn zoons George I en Barnim IX gezamenlijk de regering overnamen.

## Huwelijken en kinderen
Bogislaw X verloofde zich in 1464 met Anna, een dochter van Hendrik IV van Mecklenburg, maar Anna overleed in hetzelfde jaar.
Op 20 september 1477 trouwde Bogislaw met Margareta, de tweede dochter van keurvorst Frederik II van Brandenburg. Margaretha stierf in 1489. Het huwelijk bleef kinderloos.
Bogislaw trouwde op 2 februari 1491 in Stettin met Anna van Polen, die toen veertien jaar oud was. Anna was een dochter van de Poolse koning Casimir IV. Het paar kreeg acht kinderen:
- Anna (1492 - 1550), gehuwd met George I van Liegnitz en Brieg
- George I (1493 - 1531), hertog van Pommeren van 1523 tot 1531
- Kasimir (VII) (1494 - 1518)
- Elisabeth (? - 1518)
- Barnim (voor 1501 - voor 1501)
- Sophia (1498 - 1568), gehuwd met Frederik van Holstein-Gottorp die in 1523 koning van Denemarken werd
- Barnim IX (1501 - 1573), hertog van Pommeren van 1523 tot 1531 en hertog van Pommeren-Stettin van 1531 tot 1569
- Otto (voor 1503 - voor 1518)